# Andrea Wouters
Andrea Wouters in olandese Andries Wouters (Heinenoord, 1542 – Brielle, 9 luglio 1572) è stato un presbitero olandese, venerato come santo dalla Chiesa cattolica in quanto uno dei Martiri di Gorcum.
In precedenza parroco di Heinenoord, era noto per la sua condotta immorale, infatti viveva apertamente con una donna, aveva numerose amanti e figli illegittimi e soleva ubriacarsi: per questa ragione venne sospeso dal ministero.
Venne arrestato dai gheusi durante la riforma protestante dal movimento dei Gheusi, gruppo ribelle d'ispirazione calvinista, che lo portano in parata insieme ad altri sacerdoti e, contrariamente alle indicazioni di Guglielmo I d'Orange, lo obbligarono ad abiurare la presenza reale e il primato petrino: rifiutando, venne impiccato. Secondo alcune fonti le sue ultime parole sarebbero state "Sono sempre stato un fornicatore, ma mai un eretico".